# 寶拉·阿巴杜
宝拉·茱莉·阿巴杜（英語：Paula Julie Abdul，1962年6月19日—），美國女歌手、舞者、編舞、演員和電視名人。出道前曾為傑克森家族編舞，1988年發行首張專輯《永遠是你的女孩》，旋即成為全美家喻戶曉的明星，但在1991年推出第二張專輯《意亂情迷》後，演藝事業開始走下坡，還曾一度在圈內消失了身影。所幸在進入21世紀後，寶拉·阿巴杜復出並轉型成為通告藝人，憑藉著真人秀節目《美國偶像》成功東山再起，她在該真人秀中擔任了八年的評委工作。隨後她參與哥倫比亞廣播公司的真人秀節目《天生舞者》（Live To Dance）。寶拉·阿巴杜也與她在《美國偶像》的另一位評委西蒙·高維爾一起合作了另一檔真人秀節目，美國版《X音素》。
寶拉·阿巴杜以當代流行舞曲見稱，其代表作有〈Straight Up〉、〈Forever Your Girl〉、〈Opposites Attract〉、〈Rush Rush〉等等，她曾在短短三年內就締造了6首全美冠軍單曲。

## 早年生活
寶拉·阿巴杜出生於美國加利福尼亞州圣費爾南多市。她的父親哈利·阿巴杜是一名敘利亞猶太人，出生於敘利亞阿勒颇，而在巴西長大，最後移民到美國。她的母親羅琳·阿巴杜則是一名加拿大猶太人，其家族是來自俄羅斯和烏克蘭，定居在加拿大曼尼托巴省明尼多薩市，寶拉·阿巴杜正是通過母親才獲得加拿大國籍的，她上面還有一個大她七歲的姐姐，名叫溫蒂·阿巴杜。
寶拉·阿巴杜對舞蹈的愛好源自經典電影《雨中曲》中的金·凱利。除此之外，她還受到了黛比·艾倫、弗雷德·阿斯泰爾和鮑勃·福斯的影響。寶拉·阿巴杜從小就開始接受芭蕾舞、爵士舞和踢踏舞的培訓課程。她在進入范奈斯高中后，成為了學校的啦啦隊隊長和優等生。15歲的時候，寶拉·阿巴杜獲得了棕櫚泉附近一個舞蹈夏令營的獎學金，並在1978年的低成本舞蹈電影中獲得一個角色。她就讀於加州州立大學北嶺分校傳播系，而在大一的時候，她從700名女孩當中脫穎而出，成為洛杉磯湖人隊專屬啦啦隊——湖人女孩的成員。不到三個月，她就成為了湖人女孩啦啦隊的領隊。而在六個月后，她離開了大學，將生活的重點放在了編舞和舞蹈上。

## 演藝事業

### 早期生涯
寶拉·阿巴杜在1984年首次為傑克森家族的音樂影片《Torture》編舞，由於表現出色，傑克森家族更進一步邀請她擔任「Victory Tour」巡迴演出的助理舞蹈指導。也正是因為這一層關係，寶拉·阿巴杜結識了小她4歲、傑克森家族的老么珍娜·傑克森，這位影響她演藝事業頗鉅的關鍵人物。珍娜·傑克森曾在1982年和1984年發行過個人專輯，雖然成績惨不忍睹，卻更激發她想成為一位全方位歌手的野心。珍娜·傑克森計畫在1986年發行第三張個人專輯《控制》，其中就邀請了寶拉·阿巴杜為她的新歌編排舞蹈，結果《控制》發行後大受歡迎，不但專輯銷售成績優異，所推出的五首單曲也都順利的打進告示牌單曲榜TOP 5。隨著珍娜·傑克森在美國樂壇上一步步走紅，連帶使得她身邊的寶拉·阿巴杜知名度也跟著水漲船高。

### 一炮而紅
1988年6月，寶拉·阿巴杜發行了個人首張專輯《永遠是你的女孩》（英語：Forever Your Girl），專輯中收錄的10首歌曲都是寶拉·阿巴杜最擅長的舞曲。在透過音樂影片於MTV頻道強力放送後，《永遠是你的女孩》締造了4首全美冠軍單曲，寶拉·阿巴杜也因此成為告示牌史上第一位首張專輯就產生4首冠軍單曲的女歌手。這4首冠軍單曲依序為〈Straight Up〉（3週冠軍）、〈Forever Your Girl〉（2週冠軍）、〈Cold Hearted〉（1週冠軍）和〈Opposites Attract〉（3週冠軍），此外還有一首獲得第三名的〈(It's Just) The Way That You Love Me〉。《永遠是你的女孩》在告示牌專輯榜上前後共摘下10週冠軍，銷售數字更是在全美狂賣700萬張。
除了商業成績亮眼外，寶拉·阿巴杜也憑藉著單曲〈Straight Up〉拿下1989年MTV音樂錄影帶大獎『最佳女歌手錄影帶』、『最佳編舞』以及『最佳剪輯』3項大獎，另外〈Opposites Attract〉則獲得葛萊美獎『最佳音樂錄影帶及短片獎』，同時她還得過兩次艾美獎最佳編舞。寶拉·阿巴杜在短短3年間從原本默默無名的幕後工作者，竄升到成為全美家喻戶曉的當紅女歌手。

### 舞曲天后
1991年5月，趁著首張專輯大發的餘威尚未消退，寶拉·阿巴杜接著發行了第二張個人專輯《意亂情迷》（英語：Spellbound），首支主打單曲〈Rush Rush〉是一首柔情似水的情歌，音樂錄影帶效仿詹姆斯·狄恩經典名片《養子不教誰之過》中的橋段，請來當時尚未大紅的基努·李維擔任男主角，這首歌曲在告示牌單曲榜冠軍位置蟬連了五週，銷售達金唱片。第二首單曲〈The Promise of a New Day〉是一首節奏輕快的舞曲，旋律很討喜，成為專輯的第二首也是最後一首冠軍單曲。第三首單曲〈Blowing Kisses in the Wind〉也拿下了單曲榜第六名的成績，銷售達金唱片。在這張專輯的前三首單曲都打進前十名之下，唱片公司推出了第四首單曲〈Vibeology〉，但這首舞曲不符合當時的市場口味，在單曲榜上最高成績只有第16名。《意亂情迷》蟬連專輯榜兩週冠軍，在年終專輯榜排名第18名。在1991年年終單曲排行，〈Rush Rush〉獲得第4名，〈The Promise of a New Day〉則獲得第41名。

### 淡出樂壇
之後，寶拉·阿巴杜因個人身心問題暫停演藝生涯進入休養期。相隔4年，1995年6月寶拉·阿巴杜終於發行第三張個人專輯《全力以赴》（英語：Head Over Heel），但或許是她悖離市場的時間過久，抑或是歌壇優秀的新人輩出的影響，這張遲來的第三張專輯，雖然走的仍是寶拉·阿巴杜最拿手的舞曲路線，可惜的是昔日歌迷已經變心，作品又不夠商業化，導致在各方面成績都其差無比，專輯僅在排行榜獲得第18名，在美銷售數字只有50萬張而已。首支主打單曲〈My Love Is For Real〉帶有異國風情，並邀請到中東著名女歌手奧芙拉·哈扎跨刀和聲，在單曲榜成績只有第28名，不過它成為寶拉·阿巴杜唯一一支舞廳播放榜冠軍單曲。第二首單曲〈Crazy Cool〉在排行榜上的成績更差，僅獲得第58名。第三首單曲〈Ain't Never Gonna Give You Up〉甚至直接跌出榜外。至此寶拉·阿巴杜也和許多曾經當紅的藝人一樣，音樂事業敗在第三張唱片。

## 個人生活

### 婚姻
寶拉·阿巴杜在1992年到1994年期間，與埃米里奥·埃丝泰威兹有過一段婚姻關係。此後在1996年，寶拉與服裝設計師布萊德·貝克曼再婚，但是在1998年因為一些不可調和的矛盾而離婚。
在2006年的情人節時，寶拉參加了《菲爾博士秀》的黃金時段特別訪問，她提及了自己的兩次婚姻，并詢問了一些關於愛情和婚姻關係的問題。而菲爾博士也給了她一些建議。
2007年6月中旬，寶拉對外承認自己正在與約會。比寶拉年輕12歲，是一家餐廳的所有者。寶拉對《直通好萊塢》（Access Hollywood）的記者說：“他是一個好人。事情正在朝好的方向發展。這段感情目前不錯。我甚至沒有來得及找別的人，這段感情就這樣發生了。”但是他們因為各自工作的繁忙而在2008年6月宣佈分手。

### 宗教信仰
寶拉·阿巴杜信仰猶太教，并以自己的猶太教身份為傲。她說：“我的父親是一位‘敘利亞猶太人’，我的母親則是一位‘有著猶太淵源的加拿大人’，我的夢想是有一天能去以色列度過一個真正的假期。”2006年11月，以色列旅遊部長伊紮克·赫爾佐格邀請寶拉訪問以色列時，她立刻用一個擁抱回應伊紮克，并說“我回來，你幫助我實現了一個夢想”。

### 健康狀況
在2005年4月，寶拉·阿巴杜透露她因為罹患“反射性交感神經營養不良癥”（Reflex Sympathetic Dystrophy）而遭受長年的慢性疼痛困擾。

### 社會活動
寶拉·阿巴杜是一位愛狗人士，她在2009年5月提議設立“全美導盲犬月”活動。她與蒂姆·范·帕頓（Dick Van Patten）正在幫助失明人士在導盲犬的協助下獲得更多的便利。
同時寶拉·阿巴杜不使用任何動物皮草。

## 爭議

### 官司糾紛
2004年12月20日，寶拉·阿巴杜駕駛她的奔馳在洛杉磯高速公路上改變車道的時候撞上了另一輛車。寶拉並沒有停下來接受事故調查，而是根據受害者所拍攝的照片和記下的車牌號碼才追查到寶拉。2005年3月24日，寶拉·阿巴杜在洛杉磯法院承認“肇事逃逸”的輕罪，被法庭判處罰款900美元並處24個月的非正式感化教育。同時還需要支付受害者775美元的維修費用。
2006年4月4日，洛杉磯警方的一份報告指出寶拉·阿巴杜在4月2日的一個私人派對上遭受暴力毆打。洛杉磯警方發言人稱：“根據寶拉所述，在派對上，有一名男子襲擊了她。該男子抓住她的胳膊并將她推倒在牆上，寶拉因此遭受了腦震盪和脊柱受損。”

### 評審與參賽選手緋聞
2005年5月，美國廣播公司新聞雜誌節目《黃金時間》報導稱，《美國偶像》第二季選手克裡·克拉克聲稱在當時參賽的時候與寶拉有過不倫之戀，寶拉利用其職務之便指導他如何在比賽中獲勝。事實上，克裡當時正在發行他的專輯，因此被認為是為了獲取更高的銷量而故意製造話題。但是克裡認為他的職業生涯正在因為寶拉的關係而受到損害，這就是爲什麽他要站出來指證這一事件并曝光寶拉·阿巴杜的姓名。
在大多數情況下，寶拉拒絕回應克裡·克拉克的指控。西蒙·高維爾則一直支持寶拉，并據傳其曾致電克裡并怒斥他“是為了提高專輯銷量而消費寶拉”。《週末夜現場》也調侃了這一事件，并認為是克拉克在利用寶拉製造話題。寶拉參與了這次短劇的演出，并隱晦地回應了克裡的指控不實。根據福克斯廣播公司的一響調查指出，寶拉得到了不少名人如奧花·雲費和凯莉·瑞帕的支持，甚至芭芭拉·沃尔特斯在她主持的美國廣播公司新聞節目《觀點》中指出，她對這一系列名為新聞真相實為小報造謠的那些見不得光的隱藏運作感到難過。
2005年8月，福克斯電視公司在確認寶拉將繼續擔任《美國偶像》評委的新聞發佈會上說，“經調查發現，沒有證據證明寶拉與克裡之間的聯繫幫助了克裡在比賽中獲得好處。”

### 鏡頭前失控疑似喀藥
寶拉·阿巴杜之所以受到濫用藥物的指控是源於她在《美國偶像》某幾集宣佈比賽結果時的“異常表現”。在留言板上得知這些指控之後，寶拉在2005年4月通過《人物》雜誌向公眾說明，她在十七歲的時候就飽受“啦啦隊綜合癥”（cheerleading accident）所帶來的慢性疼痛的困擾，幷於2004年11月確診為“反射性交感神經萎縮”（reflex sympathetic dystrophy）。寶拉承認自己現在正在進行無痛治療，自己常服用的藥物中就包括消炎藥“恩利（依那西普）”（Enbrel）。
寶拉·阿巴杜再次受到“濫用藥物”的指控是來自2007年1月視頻網站上的一段採訪視頻，寶拉在視頻中表現失控，拍打椅子并詛咒採訪人員。寶拉將這次失態歸咎于採訪上的技術疏忽以及自己的疲勞所致。根據美國精彩電視台節目《寶拉真人秀》透露，寶拉在採訪前并沒有得到充分休息，並且飽受失眠痛苦。
2007年2月，寶拉在接受《美國週刊》（US WEEKLY）採訪的時候說自己並沒有酗酒也沒有服用違禁藥物，并說那些對她的指控都是“謊言”。同年3月，在接受《大衛深夜秀》採訪時，寶拉調侃自己的這些行為是因為“被外星人綁架”所致。
在21世纪头十年的几次采访中，宝拉宣称因为1992年车祸和1993年飞机失事后进行的15次脊柱手术所带来的痛苦已经减弱，她已经摆脱了对止疼药的依赖。
2009年5月，《女士家庭杂志》（Ladies' Home Journal）在他們的網站上發佈了一篇文章。文章指出，寶拉·阿巴杜在拉卡斯塔度假村（La Costa Resort and Spa）接受他們的採訪時承認她正在接受康復治療，以擺脫對藥物的依賴性。文章更一步說明了寶拉濫用的藥物包括，用於治療術後癒合及反射性交感神經萎縮癥的止疼藥、神經類治療藥劑及肌肉鬆弛劑。根據這篇文章的報導，寶拉之所以出現了一些“失態”和“異常表現”正是因為寶拉在進行藥物戒斷過程中的一些反應。但是在同一周，寶拉·阿巴杜在接受底特律電臺採訪時卻否認了這篇文章的真實性，她宣稱自己從沒有住進過任何一個戒毒康復中心，也從未有過濫用藥物的問題。

## 个人作品

### 單曲
| 年份 | 歌名                                 | 美國排名 | 英國排名 |
| ---- | ------------------------------------ | -------- | -------- |
| 1988 | Knocked Out                          | 41       | 21       |
| 1988 | (It's Just) The Way That You Love Me | 88 / 3   | 74       |
| 1989 | Straight Up                          | 1 (3週)  | 3        |
| 1989 | Forever Your Girl                    | 1 (2週)  | 24       |
| 1989 | Cold Hearted                         | 1        | 46       |
| 1989 | Opposites Attract                    | 1 (3週)  | 2        |
| 1991 | Rush Rush                            | 1 (5週)  | 6        |
| 1991 | The Promise of a New Day             | 1        | 52       |
| 1991 | Blowing Kisses in the Wind           | 6        | -        |
| 1992 | Vibeology                            | 16       | 19       |
| 1992 | Will You Marry Me                    | 19       | 73       |
| 1995 | My Love Is For Real                  | 28       | 28       |
| 1995 | Crazy Cool                           | 58       | -        |
| 1996 | Ain't Never Gonna Give You Up        | -        | -        |

### 唱片

#### 录音室专辑
1. Forever Your Girl - 1988年6月15日发行
2. Spellbound - 1991年5月14日发行
3. Head over Heels - 1995年6月13日发行

#### 精选集
1. Shut Up and Dance - 1990年5月8日发行
2. Greatest Hits - 2000年9月26日发行
3. Greatest Hits: Straight Up! - 2007年5月8日发行

### 影视作品

#### 参与演出
| 年代       | 作品                                 | 角色          | 备注           |
| ---------- | ------------------------------------ | ------------- | -------------- |
| 1978       | Junior High School                   | Sherry        |                |
| 1987       | 爱情买卖                             | Dancer        | 未具名         |
| 1997       | Touched By Evil                      | Elle Collier  | 电视电影       |
| 1997       | Muppets Tonight                      | 她自己        | 客串           |
| 1998       | The Waiting Game                     | Amy Fuentes   | 电视电影       |
| 1998       | 小女巫萨布琳娜                       | 她自己        | 出演一集       |
| 1999       | 韦恩斯兄弟                           | Sasha         | 出演一集       |
| 1999       | 摇滚乐先生                           | Denise Walton | 电视电影       |
| 1999       | 恶搞之家                             | 她自己        | 出演两集       |
| 2002–2009  | 美国偶像                             | 评委          | 2010年担任嘉宾 |
| 2003       | Zoe's Dance Moves                    | 她自己        |                |
| 2004       | 超能力黑少女                         | 幕后评委      | 出演一集       |
| 2005       | 阿珠与阿花前传                       | 她自己        | 电视电影       |
| 2005       | Less Than Perfect                    | Kathleen      | 出演一集       |
| 2005       | Robots                               | Watch         | 友情出演       |
| 2006       | 英国版X音素                          | 嘉宾评委      | 出演三集       |
| 2007       | 宝拉真人秀                           | 她自己        | 担纲执行制作   |
| 2009       | RAH! Paula Abdul's Cheerleading Bowl | 她自己        | 主持人         |
| 2009       | 布鲁诺                               | 她自己        | 未具名         |
| 2008       | 巴比伦饭店                           | 她自己        | 客串           |
| 2009– 迄今 | 美女上错身                           | 她自己        | 出演四集       |
| 2011       | 天生舞者                             | 评委          |                |
| 2011– 迄今 | 美国版X音素                          | 评委          |                |

#### 参与编舞
| 年代 | 作品                       | 备注                       |
| ---- | -------------------------- | -------------------------- |
| 1983 | 疯狂靓妹仔                 |                            |
| 1986 | A Smoky Mountain Christmas |                            |
| 1987 | 崔茜·尤玛秀                | 荣膺1989年度艾美奖最佳编舞 |
| 1987 | 爱情买卖                   |                            |
| 1987 | 过关斩将                   |                            |
| 1988 | 魔鬼暴警                   |                            |
| 1988 | 飞跃未来                   |                            |
| 1988 | 美国之旅                   |                            |
| 1989 | 不要碰我的女儿             |                            |
| 1989 | Dance To Win               |                            |
| 1989 | 龙威小子3                  |                            |
| 1990 | 第十七届全美音乐奖颁奖典礼 | 荣膺1990年度艾美奖最佳编舞 |
| 1991 | 火乐焚城                   | 方·基默的编舞              |
| 1996 | 甜心先生                   |                            |
| 1999 | 美国丽人                   |                            |
| 2001 | 黑骑士                     |                            |
| 2002 | 变装大师                   |                            |

### 巡回演唱会
1. MTV粉丝俱乐部巡回演唱会（The Club MTV Tour）
2. “我的魔法之旅”巡回演唱会（The Under My Spell Tour）

## 奖项荣誉

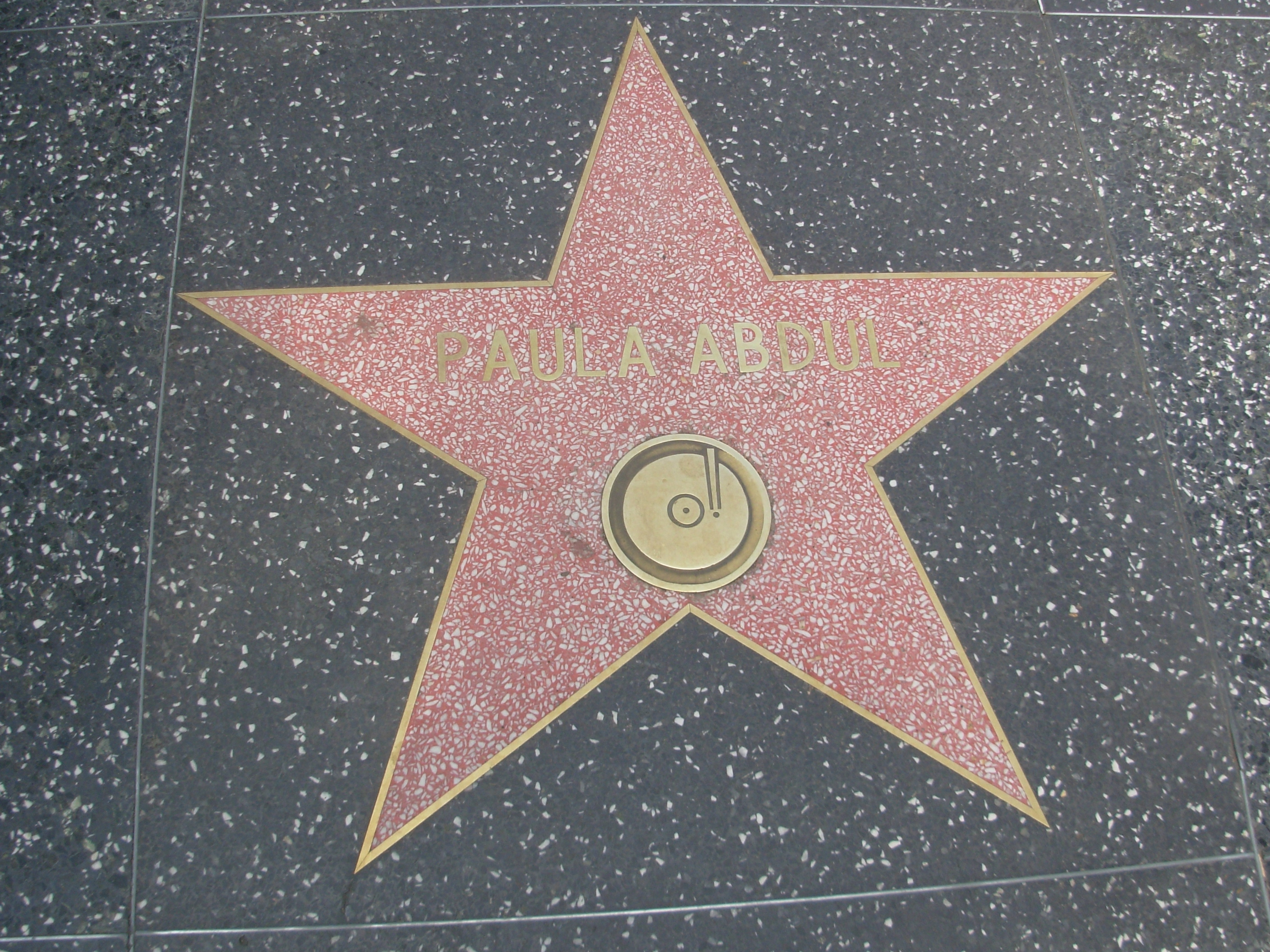
在好萊塢星光大道上的寶拉·阿巴杜之星。

- 因《崔西·尤瑪秀》榮膺1989年度艾美獎最佳編舞獎
- 因《第十七屆全美音樂獎頒獎典禮》榮膺1990年度艾美獎最佳編舞獎
- 1991年度格萊美獎最佳音樂錄影帶獎
- 1991年躋身好萊塢星光大道